# Ponta do Espartel
A Ponta do Espartel é um promontório português localizado na freguesia da Candelária, concelho da Madalena do Pico, ilha do Pico, arquipélago dos Açores.
Este acidente geológico localiza-se junto ao povoado de São Nuno e de Mirateca entre a Ponta da Madre Silva e a Baía das Pedrinhas.